# Willy Lademann

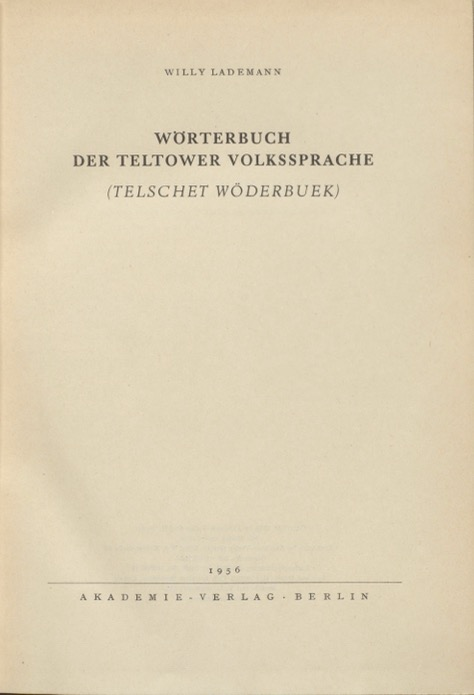
Titelblatt von Willy Lademanns Telschet Wöderbuek (1956)

Willy Lademann (Georg Hermann Wilhelm Lademann; geboren 5. März 1884 in Jühnsdorf; gestorben 17. August 1976 in Berlin) war ein deutscher Klassischer Philologe, Gymnasiallehrer (Alte Sprachen) und Dialektologe. Er wurde für seine Arbeiten zum Telsch, der niederdeutschen Mundart des Teltow, bekannt.

## Leben
Willy Lademann wurde 1884 in Jühnsdorf (niederdeutsch Jüensdörp) geboren, heute ein Ortsteil der Gemeinde Blankenfelde-Mahlow im Landkreis Teltow-Fläming im Land Brandenburg. Seine Eltern waren Regine Lademann (geb. Krüger) und der Dorfschullehrer Adolf Lademann, der – wie bereits sein Vater und Großvater – als Schulmeister und Küster im Ort tätig war.
Lademann wuchs im Ort auf und ging dort bis zu seinem 10. Lebensjahr in die Dorfschule seines Vaters. Danach besuchte er die Mittelschule in Berlin-Köpenick und ab 1898 das Reformgymnasium in Berlin-Schöneberg, bevor er 1904 für ein Studium der Philologie und Geschichte an der Universität Berlin immatrikuliert wurde. Ein halbes Jahr studierte Lademann auch an der Universität Tübingen; unter seinen Hochschullehrern waren Wilhelm Schulze in Berlin und Rudolf Herzog in Tübingen.
Nach dem Staatsexamen für das höhere Lehramt, das er 1913 in Berlin ablegte, arbeitete er ein Jahr lang im Askanischen Gymnasium. 1914 wurde er mit einer Arbeit zum attischen Griechisch an der Universität Basel zum Doctor philosophiae (Doktor der Philosophie) promoviert. Das Thema seiner auf Latein verfassten und 1915 in der Buchdruckerei von Max Schmersow in Kirchhain gedruckten Dissertation war „Die Attischen Inschriften. Fragen der Orthographie und Grammatik“.
Nach seiner Promotion absolvierte Lademann zunächst seine Assessorenzeit in Neuruppin, bevor er als Studienrat nach Berlin zurückkehrte. Er lebte seit der Zeit des Ersten Weltkriegs in der Hauptstadt und war bis 1949 in seinem Beruf als Lehrer tätig.
Willy Lademann starb 1976 in Berlin, wurde aber in seinem Heimatdorf Jühnsdorf auf der Erbbegräbnisstätte Lademann begraben. Auf Initiative der beiden lokalen Ortschronisten Wolfgang Köhler (aus Trebbin) und Gerhard Glau (Glienick) wurde 2012 eine Gedenktafel für ihn an der Dorfkirche Jühnsdorf angebracht.

## Werk

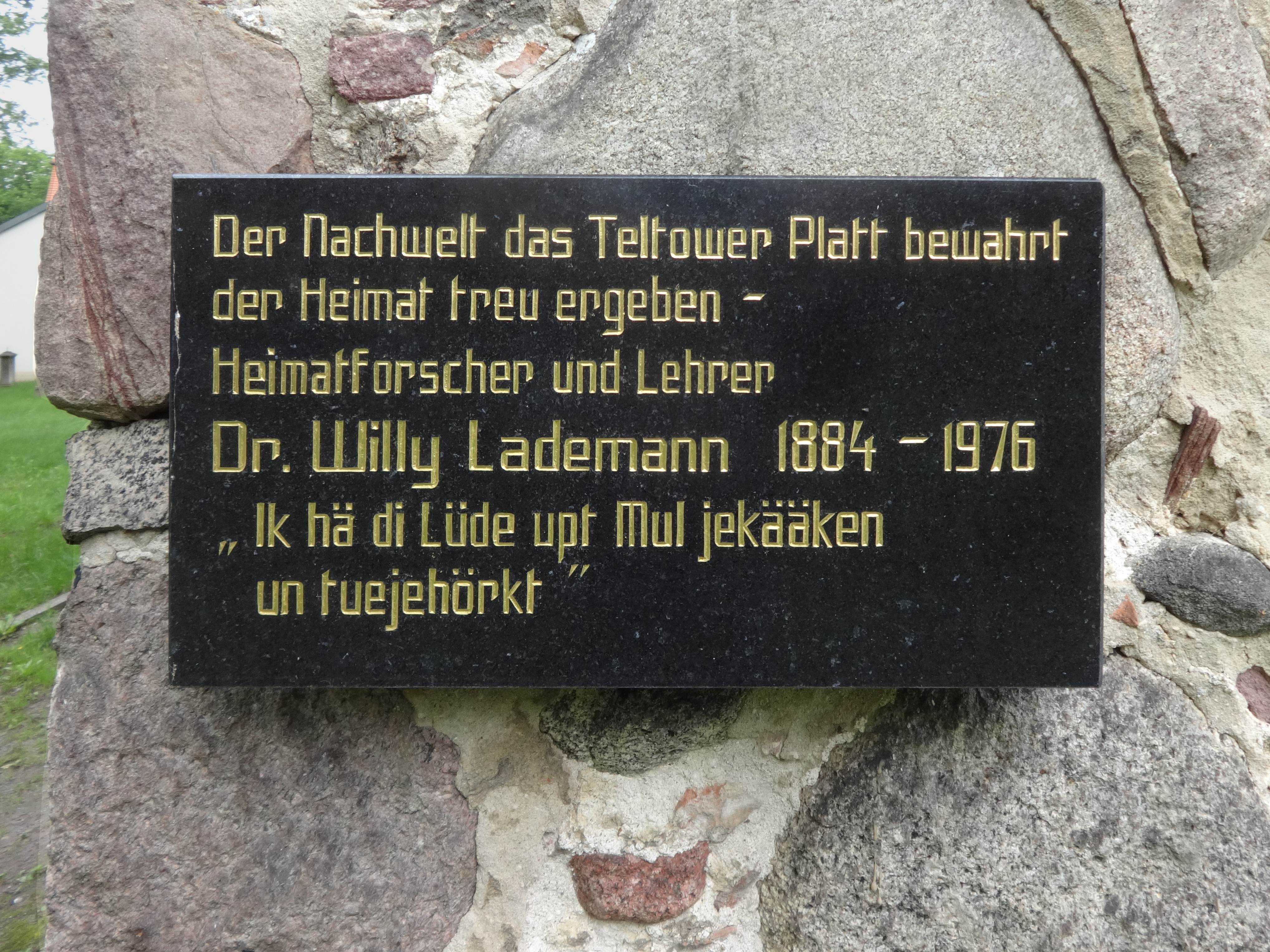
Gedenktafel an der Dorfkirche Jühnsdorf

“Ik hä di Lüde upt Mul jekääken un tuejehörkt”

Lademann genoss eine akademische Ausbildung als Altphilologe und beschäftigte sich wissenschaftlich mit dem Altgriechischen, bevor er als Gymnasiallehrer alte Sprachen unterrichtete. Bekannt wurde er jedoch als Forscher des Niederdeutschen. Bereits Lademanns Geschichtslehrer in Schöneberg, der Autor der dreibändigen Geschichte Der Teltow (1905–1912) Willy Spatz, inspirierte seinen Schüler zur Heimatforschung. Die ersten Ergebnisse veröffentlichte er ab 1909 – zu dieser Zeit Student – in Heimatkalendern und Lokalzeitungen.
Später setzte er die Forschung neben seiner Arbeit als Lehrer fort, besuchte systematisch die Dörfer der Gegend, um Muttersprachler zu konsultieren und deren Lebenserinnerungen und Erklärungen über das dörfliche Leben in Telscher Mundart niederzuschreiben. Zwischen 1926 und 1942 veröffentlichte Lademann jährlich thematische Aufsätze im Teltower Kreiskalender (als Faksilime mit hochdeutscher Übersetzung in einem Buch herausgegeben von Gerhard Glau 2021), in denen er das während seiner Feldforschung dokumentierte traditionelle Wissen in Mundart und illustriert mit Zeichnungen und Fotografien präsentierte. Nach einer Pause während des Zweiten Weltkriegs erschienen neue entsprechende Aufsätze von 1958 bis 1964 im Heimatkalender für den Kreis Zossen.
Lademanns veröffentlichte Dialekttexte und besonders sein beim Akademie-Verlag 1956 verlegtes Ortswörterbuch Telschet Wöderbuek sind von lokalhistorischem und wissenschaftlichem Wert, weil sie eine inzwischen fast ausgestorbene mittelmärkische Mundart dokumentieren. Als Anerkennung seiner Forschungsarbeit zum Telsch wurde Lademann 1964 von der Akademie der Wissenschaften der DDR mit der Leibniz-Medaille ausgezeichnet.

## Veröffentlichungen (Auswahl)
- De Titulis Atticis. Quaestiones Orthographicae et Grammaticae. (Dissertatio inauguralis quam ad summos in philosophia honores ab amplissimo philosophorum Basiliensium ordinerite impetrandos scripsit Wilhelmus Lademann Brandenburgensis). Max Schmersow, Kirchhain 1915 (Latein, archive.org).
- Wörterbuch der Teltower Volkssprache (Telschet Wöderbuek). Akademie-Verlag, Berlin 1956.